# 捷尔诺波尔州州长
捷尔诺波尔州州长（烏克蘭語：Тернопільська обласна державна адміністрація）是捷尔诺波尔州行政部门的负责人。该职位由乌克兰总统任命。现任代理州长为弗拉基米尔·瓦任斯基。前任州长为弗拉基米尔·特鲁什。